# Cyanea gibsonii
Cyanea gibsonii är en klockväxtart som beskrevs av Wilhelm B. Hillebrand. Cyanea gibsonii ingår i släktet Cyanea, och familjen klockväxter. Inga underarter finns listade i Catalogue of Life.